# ساقية الصاوي

شعار الساقية

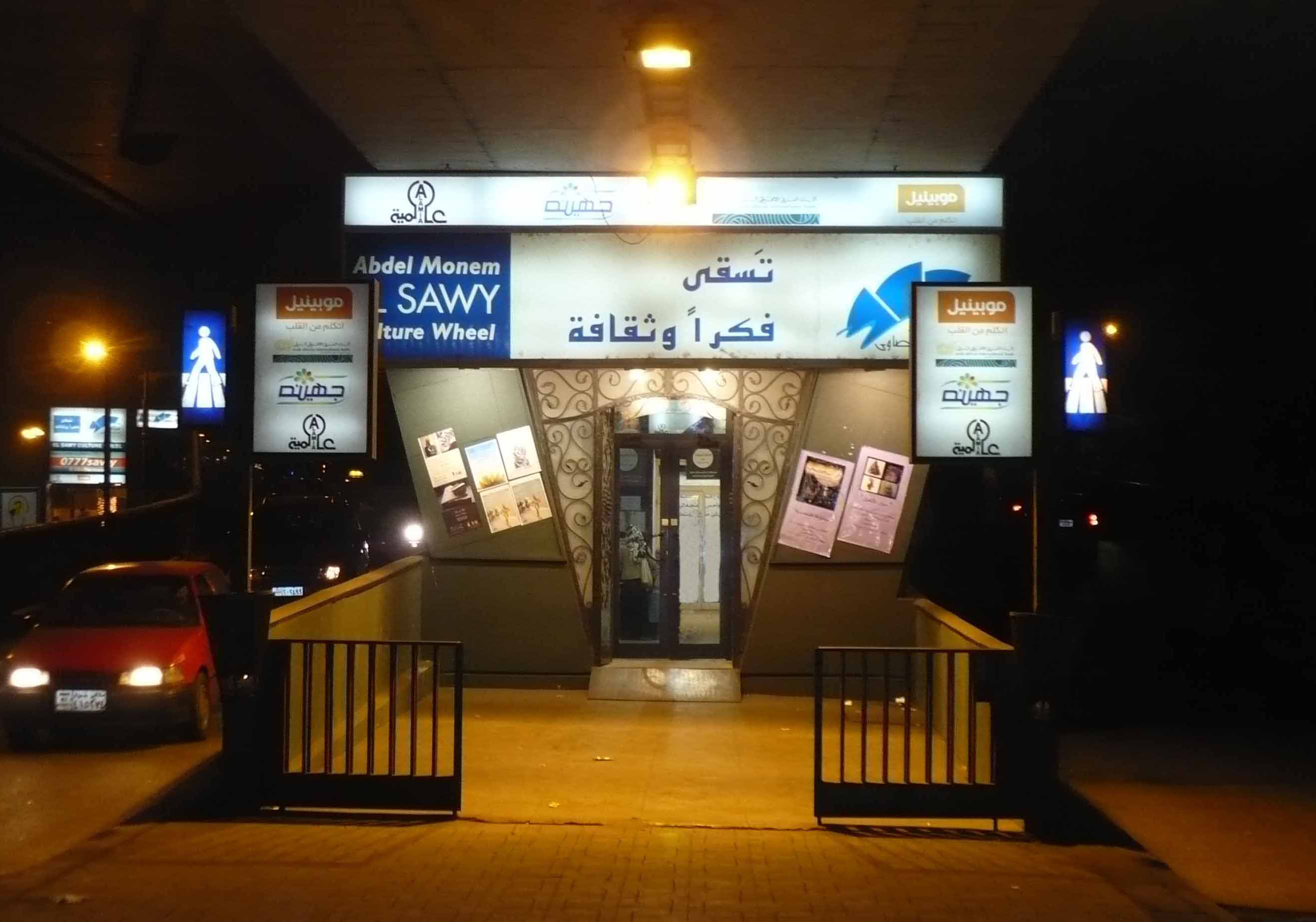
ساقية الصاوي

ساقية الصاوي، تعتبر أول المراكز الثقافية الخاصة في مصر وأوسعها انتشارا اليوم وتعد نموذجاً للكيانات الثقافية في عصر ما بعد الثقافة الحكومية. يقع المركز في جزيرة الزمالك بالقاهرة.

## بداية وتطور الساقية
أنشأ الساقية محمد الصاوي نجل الأديب المصري عبد المنعم الصاوي في عام 2003 واستقى الاسم من خماسية الساقية التي تعتبر العمل الأشهر لوالده. فبدأ يفكر في خلق مركز ثقافي إبداعي يشمل جميع أنواع الفنون والآداب يجذب طبقات مختلفة من العامة. تم اختيار المكان تحت كوبري 15 مايو بشارع 26 يوليو أمام سنترال الزمالك - ويمكن الوصول إليها من أمام مسرح الباللون بعبور الكوبرى ونزول السلم على الساقية مباشرة
وقام محمد الصاوي بتصميم المشروع والشروع في بنائه ووضع التصورات حول أساليب الوصول التي وضعها للمركز بمعاونة زملاء أخرى ن. بدأ المركز بعمل الحفلات الموسيقية لاجتذاب الجمهور على اعتبار أن الموسيقى والغناء أوسع الفنون انتشارا بين الناس، وكان بها تنوع واختلاف عن السائد من الموسيقى وقتها، فكان من أبرز نجوم هذه الحفلات فرق موسيقى الجاز والموسيقى الغجرية والراب وأخرى تعرض ثقافات مختلفة من أنحاء العالم.
تم بعد ذلك إدخال العديد من الأنشطة الأخرى على المركز، فبدأ عمل المعارض التشكيلية وعرض الأعمال النحتية. ثم بدأ تقديم الأمسيات الشعرية من خلال الحفلات الغنائية ثم تقديمها منفردة في أمسيات خاصة. قامت الساقية مؤخرا بتنظيم مهرجان مستوحى من فكرة سوق عكاظ للشعر تحت اسم «عكاظ الشعر» وشارك فيه شعراء من مختلف محافظات مصر واستمر لثلاثة أيام.

## أنشطة المركز
يقوم المركز بتقديم العروض الفنية المسرحية والسينمائية والموسيقية، وتنظيم المعارض التشكيلية سواء لكبار الفنانين التشكيليين أو للشباب. وتحتوي الساقية على مكتبة تنقسم إلى أربعة أقسام: مكتبة عامة، مكتبة للطفل، مكتبة إلكترونية ومكتبة موسيقية. وتحتوي أقسام لتعليم المبادئ الأساسية لأنواع عديدة من الفنون مثل الرسم. تستضيف الساقية الندوات وورش العمل في قاعاتها وهذا على المستوى الأدبي والعلمي. بالإضافة إلى تقديم العروض المسرحية، يقوم المركز بتنظيم المسابقات في المجال المسرحي.
هذا بالإضافة للندوات العامة المختلفة ثقافية ودينية وعلمية وفنية التي تقام بها مثل ندوة الاتصالات للجمعية العلمية لمهندسي الإتصالات وتقام شهريا.
و هناك اتجاه حالي من قبل مؤسس المركز، محمد الصاوي لضم نشاطات أخرى رياضية إلى أنشطة المركز مثل سباقات الماراثون وتخصيص قاعات داخل المركز لممارسة اليوجا, إلا إنه يؤكد على عدم تحول المركز إلى مركز رياضي وإنما فقط يبحث فيها عن توفير المناخ المناسب للإنسان لممارسة حياته ورفع قدرته على مواجهة التحديات التي تواجهه.
وقد اتجهت الساقية هذا العام أن تتبنى فكرة معينة تكون هي شعارا لنشاطات العام، مثل عام العقول والذي تهتم فيه بنشاطات الفكر وغيرها، وعام الحكمة، وغيرها.
كما تهمتم الساقية بنشر ثقافة المصادر المفتوحة عبر تعليم اللينكس وغيره من البرامج مفتوحة المصدر.
وتقوم أنشطة ساقية الصاوي على التبرعات والاشتراكات السنوية لأعضائها الذين يتجاوز عددهم عشرة آلاف. ويتردد على المركز شهرياً أكثر من 20 ألف زائر، ولها موقع إلكتروني يتردد عليه نحو 150 ألفاً شهرياً 

## نشاطات اجتماعية
نظمت الساقية نشاطات اجتماعية كثيرة منها على سبيل المثال :
- الدائرة البيضاء: لاظهار أضرار التدخين والحث على الامتناع عنه تحت شعار فخور بأني غير مدخن.
- لغتنا الجميلة : لتعليم قواعد اللغة العربية.
- كنوز الصحراء : للنشاطات البيئية....

## معلومات أخرى
- يساهم في رعاية المركز شركة مصر للطيران وشركة عالمية للنشر والإعلان وشركة الحياة....الخ.